# Hau (gård)

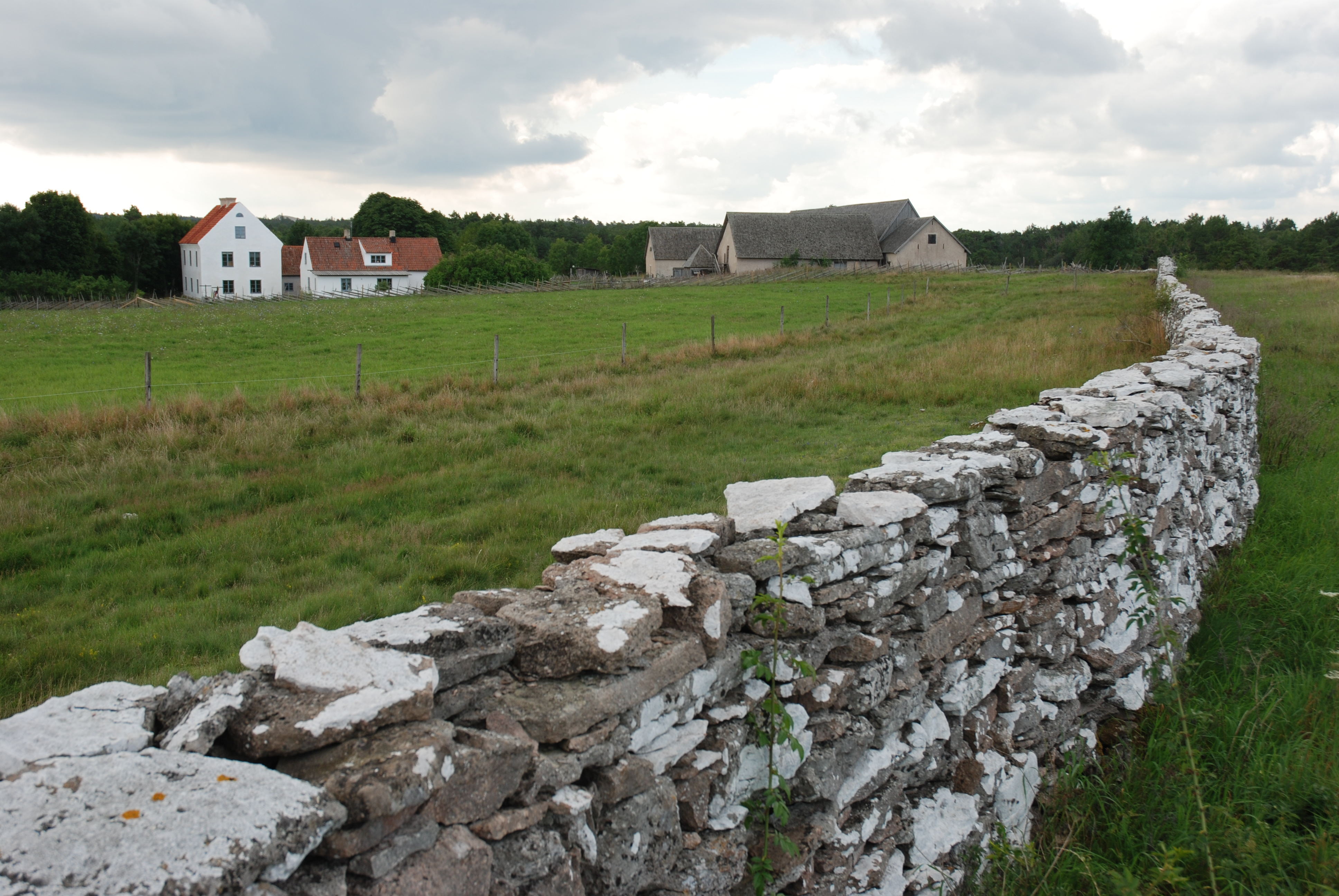
Hau, västra parten

Hau är ett gårdspar i Fleringe socken på Gotland.
Hau har haft bosättning från förhistorisk tid. I vägskälet i närheten finns ett bronsåldersröse och lämningar av en järnåldersgård. Vid Haus hamn Hau Grönnu finns en kyrkogård från tidig kristen tid och vid gården rester av medeltida stenbebyggelse.
Hau har två gårdar. Den östra har en parstuga från 1700-talet med flyglar, den västra är ett tvånings stenhus från 1850-talet med flyglar. Carl von Linné besökte och berömde Hau under sin gotländska resa 1741:
| ”                                                           | Vi togom vår resa härifrån åt en by, som heter Hau, 3/4 mil från Fleringe. Vägen låg mest över flata kalkhällar,där vi mest gå måste, i fruktan att mista armar och ben om hästen snavade. /.../ Kl. 8 vid pass anlände vi till Haus bondegård, som var den beskedligaste och artigaste vi sett i hela riket, men man bör observera, att han har ingen granne kring sig på en halv mil, ty på 2ne sidor stänger havet och ett litet träsk, på 2 de sterile kalkhällar. 2 åboar bodde tillsammans, var hade sitt vitmenade stenhus, utom mangården av trä med tjära överstruken. Här såg man humblegårdar, trägårdar, besynnerligen av plommon, och stora lövrika lönnar kring gården, som dels av hus kringbyggd, och det övriga med sönderhuggen ved instängt och befästat. | „ |
| – Carl von Linné i sin dagbok för den gotländska resan 1741 | |   |

I en av gårdarna på Hau finns numera ett konstgalleri, Hau Galleri. Det är öppet under sommarmånaderna.